# Ternana Calcio 2005-2006
Questa pagina raccoglie le informazioni riguardanti la Ternana Calcio nelle competizioni ufficiali della stagione 2005-2006.

## Stagione
Nella stagione 2005-2006 la Ternana disputa il campionato di Serie B, raccoglie 39 punti, con il ventesimo posto, retrocedendo in Serie C1. Tre gli allenatori che si sono alternati alla sua guida, non sono però bastati ad evitare il ritorno in terza serie delle Fere. Al termine del girone di andata con 21 punti, erano appena sopra la zona retrocessione, ma nel momento topico del torneo, non è riuscita ad agganciare il treno Play-out, che è rimasto lontano sette lunghezze. Non sono bastate le 15 reti in campionato di Mario Frick, giunto alla sua quarta ed ultima stagione a Terni. Nella Coppa Italia che da questa stagione torna ad essere ad eliminazione diretta, la Ternana nel primo turno ha sbancato Lumezzane (1-2), mentre nel secondo turno, viene eliminata dalla competizione a Cittadella, perdendo (7-6) ai calci di rigore.

## Rosa
| N. |                      | Ruolo | Calciatore            |
| -- | -------------------- | ----- | --------------------- |
| 1  | Italia (bandiera)    | P     | Tommaso Berni         |
| 2  | Italia (bandiera)    | D     | Angelo Danotti        |
| 2  | Italia (bandiera)    | D     | Stefano Ferrario      |
| 3  | Italia (bandiera)    | D     | Marco Grassi          |
| 4  | Camerun (bandiera)   | C     | Alain Bono            |
| 5  | Italia (bandiera)    | D     | Emanuele Troise       |
| 6  | Argentina (bandiera) | D     | Lucas Rodrigo Montero |
| 7  | Italia (bandiera)    | A     | Orlando Fanasca       |
| 7  | Italia (bandiera)    |       | Roberto Tedeschi      |
| 8  | Italia (bandiera)    | C     | Guido Di Deo          |
| 9  | Italia (bandiera)    | A     | Davide Dionigi        |
| 10 | Cile (bandiera)      | C     | Luis Antonio Jiménez  |
| 10 | Italia (bandiera)    | C     | Marco Rigoni          |
| 11 | Marocco (bandiera)   | C     | Houssine Kharja       |
| 11 | Italia (bandiera)    | A     | Daniele Corvia        |
| 12 | Italia (bandiera)    | P     | Pasquale Cunzi        |
| 13 | Italia (bandiera)    | D     | Federico Peluso       |
| 14 | Italia (bandiera)    | C     | Nicola Corrent        |
| 15 | Italia (bandiera)    | C     | Salvatore Russo       |
| 16 | Italia (bandiera)    | P     | Marco Paoloni         |
| 17 | Italia (bandiera)    | P     | Lorenzo Bucchi        |
| 18 | Italia (bandiera)    | D     | Tiziano Maggiolini    |

| N. |                          | Ruolo | Calciatore            |
| -- | ------------------------ | ----- | --------------------- |
| 19 | Italia (bandiera)        | D     | Joseph Dayo Oshadogan |
| 20 | Italia (bandiera)        | A     | Massimo Perna         |
| 21 | Italia (bandiera)        | C     | Nicola Mancino        |
| 22 | Italia (bandiera)        | C     | Rocco Giannone        |
| 23 | Italia (bandiera)        | D     | Stefano Fattori       |
| 24 | Italia (bandiera)        | C     | Romeo Papini          |
| 25 | Italia (bandiera)        | A     | Mario Pacilli         |
| 25 | Italia (bandiera)        | D     | Fabio Lucioni         |
| 27 | Italia (bandiera)        | C     | Andrea Bagnato        |
| 28 | Italia (bandiera)        | D     | Salvatore Monaco      |
| 29 | Italia (bandiera)        | C     | Antonio Candreva      |
| 30 | Argentina (bandiera)     | C     | Pablo Ricchetti       |
| 32 | Italia (bandiera)        | A     | Raffaele Perna        |
| 33 | Italia (bandiera)        | D     | Alessandro Zamperini  |
| 35 | Italia (bandiera)        | D     | Fabio Lucioni         |
| 46 | Italia (bandiera)        | C     | Alessandro Frara      |
| 49 | Italia (bandiera)        | C     | Loris Del Nevo        |
| 74 | Italia (bandiera)        | C     | Gianluca Galasso      |
| 77 | Liechtenstein (bandiera) | A     | Mario Frick           |
| 80 | Italia (bandiera)        | D     | Carlo Cherubini       |
| 82 | Italia (bandiera)        | D     | Alessandro Cibocchi   |

## Risultati

### Campionato

#### Girone di andata
| Arbitro: | Rizzoli (Bologna) |

|                          |           |  |
| Pagano 20’ Santoruvo 90’ | Marcatori |  |

| Arbitro: | Marelli (Como) |

|             |           |  |
| Galasso 55’ | Marcatori |  |

| Arbitro: | Ciampi (Roma) |

|                   |           |  |
| Baù 17’ Pianu 51’ | Marcatori |  |

| Arbitro: | M. Mazzoleni (Bergamo) |

|                         |           |                           |
| Frick 24’ Jimenez 45+1’ | Marcatori | 27’ Delli Carri 54’ Croce |

| Arbitro: | Lops (Torino) |

|                                        |           |                  |
| Abbruscato 79’, 86’ Floro Flores 90+4’ | Marcatori | 61’ (rig.) Frick |

| Arbitro: | Dattilo (Locri) |

|  |           |                                |
|  | Marcatori | 18’, 24’ Salvetti 58’ Bernacci |

| Arbitro: | Squillace (Catanzaro) |

|                         |           |  |
| Lazzari 54’ Defendi 76’ | Marcatori |  |

| Arbitro: | Stefanini (Prato) |

|                    |           |            |
| Jimenez 12’ (rig.) | Marcatori | 4’ Argilli |

| Arbitro: | Marelli (Como) |

|               |           |  |
| Gervasoni 80’ | Marcatori |  |

| Terni 15 ottobre 2005, ore 16:00 10ª giornata | Ternana            | 0 – 0 | Torino | Stadio Libero Liberati\| Arbitro: \| Ayroldi (Molfetta) \| |
| Arbitro:                                      | Ayroldi (Molfetta) |       |        |                                                            |

| Arbitro: | Herberg (Messina) |

|                           |           |           |
| Gonzalez 29’ Vitiello 71’ | Marcatori | 45’ Frick |

| Arbitro: | Gava (Conegliano) |

|                                            |           |  |
| Cacia 9’ Troise 22’ (aut.) Degano 29’, 59’ | Marcatori |  |

| Terni 29 ottobre 2005, ore 16:00 13ª giornata | Ternana                  | 0 – 0 | Catania | Stadio Libero Liberati\| Arbitro: \| P.S. Mazzoleni (Bergamo) \| |
| Arbitro:                                      | P.S. Mazzoleni (Bergamo) |       |         |                                                                  |

| Arbitro: | Giannoccaro (Lecce) |

|  |           |            |
|  | Marcatori | 67’ Di Deo |

| Arbitro: | Herberg (Messina) |

|             |           |                 |
| Fattori 45’ | Marcatori | 62’ (rig.) Jeda |

| Arbitro: | Pieri (Lucca) |

|              |           |                             |
| Bellucci 69’ | Marcatori | 41’ Di Deo 60’, 90+3’ Frick |

| Arbitro: | Bertini (Arezzo) |

|                  |           |             |
| Frick 54’ (rig.) | Marcatori | 28’ Sommese |

| Arbitro: | Romeo (Verona) |

|                           |           |           |
| Jimenez 45+1’ Dionigi 67’ | Marcatori | 87’ Motta |

| Brescia 10 dicembre 2005, ore 16:00 19ª giornata | Brescia                     | 0 – 0 | Ternana | Stadio Mario Rigamonti\| Arbitro: \| Girardi (San Donà di Piave) \| |
| Arbitro:                                         | Girardi (San Donà di Piave) |       |         |                                                                     |

| Arbitro: | Squillace (Catanzaro) |

|           |           |             |
| Frick 16’ | Marcatori | 27’Tabbiani |

| Arbitro: | M. Mazzoleni (Bergamo) |

|                  |           |             |
| Danilevicius 31’ | Marcatori | 90’ Fanasca |

#### Girone di ritorno
| Arbitro: | Pieri (Lucca) |

|           |           |               |
| Frick 24’ | Marcatori | 15’ Santoruvo |

| Arbitro: | Preschern (Mestre) |

|              |           |  |
| Regonesi 88’ | Marcatori |  |

| Arbitro: | Lops (Torino) |

|                             |           |                         |
| Dionigi 3’ Frick 38’ (rig.) | Marcatori | 10’ Albino 20’ Kyriazis |

| Arbitro: | Cassarà (Palermo) |

|              |           |  |
| Tognozzi 77’ | Marcatori |  |

| Arbitro: | Gabriele (Frosinone) |

|                  |           |  |
| Frick 50’ (rig.) | Marcatori |  |

| Arbitro: | Squillace (Catanzaro) |

|                                      |           |                   |
| Ferreira Pinto 4’, 31’ Papa Waigo 9’ | Marcatori | 45+1’, 48’ Monaco |

| Terni 7 febbraio 2006, ore 20:30 28ª giornata | Ternana          | 0 – 0 | Atalanta | Stadio Libero Liberati\| Arbitro: \| Bertini (Arezzo) \| |
| Arbitro:                                      | Bertini (Arezzo) |       |          |                                                          |

| Arbitro: | Gava (Conegliano) |

|                            |           |  |
| Graffiedi 22’ Bucchi 90+1’ | Marcatori |  |

| Arbitro: | M. Mazzoleni (Bergamo) |

|  |           |                                 |
|  | Marcatori | 49’ Rantier 83’ (rig.) Adailton |

| Arbitro: | Ciampi (Roma) |

|           |           |              |
| Rosina 7’ | Marcatori | 82’ S. Russo |

| Arbitro: | Cassarà (Palermo) |

|                             |           |  |
| Frick 17’ (rig.) Peluso 43’ | Marcatori |  |

| Arbitro: | Romeo (Verona) |

|                       |           |           |
| Frick 18’ Dionigi 89’ | Marcatori | 43’ Cacia |

| Arbitro: | Dondarini (Finale Emilia) |

|                                          |           |           |
| Spinesi 1’ Troise 7’ (aut.) O. Russo 87’ | Marcatori | 16’ Frick |

| Arbitro: | Ciampi (Roma) |

|  |           |                           |
|  | Marcatori | 38’ Mattioli 80’ De Sousa |

| Arbitro: | Stefanini (Prato) |

|          |           |             |
| Jeda 80’ | Marcatori | 67’ Galasso |

| Arbitro: | Banti (Livorno) |

|            |           |              |
| Papini 33’ | Marcatori | 38’ Bellucci |

| Arbitro: | Ayroldi (Molfetta) |

|            |           |            |
| Caridi 36’ | Marcatori | 70’ Corvia |

| Arbitro: | Giannoccaro (Lecce) |

|                               |           |                  |
| Ricchiuti 14’ Moscardelli 38’ | Marcatori | 23’ (rig.) Frick |

| Arbitro: | Rizzoli (Bologna) |

|                      |           |                                      |
| Frick 23’ Corvia 73’ | Marcatori | 37’ (aut.) Ferrario 90+3’ Possanzini |

| Arbitro: | Marelli (Como) |

|                            |           |                                 |
| Dedic 24’ (rig.) Amore 30’ | Marcatori | 63’ Corvia 76’ (rig.) M. Rigoni |

| Arbitro: | Saccani (Mantova) |

|  |           |                            |
|  | Marcatori | 34’ Rastelli 45+1’ Millesi |

### Coppa Italia
| Arbitro: | Girardi (San Donà di Piave) |

|          |           |                |
| Matri 7’ | Marcatori | 66’, 68’ Frick |

| Arbitro: | Lops (Torino) |

|                                                                                  |                      |                                                                     |
| Giacobbo De Gasperi Crocetti Karlovic Riberto Milani Marchesan Mazzocco F. Cozza | Tiri di rigore 7 – 6 | M. Perna Frara Fattori Candreva Frick Pacilli Peluso A. Bono Troise |